# Iwan Wladimirowitsch Tscherednik
Iwan Wladimirowitsch Tscherednik (russisch Иван Владимирович Чередник, englische Transkription Ivan Cherednik; * 3. Dezember 1951 in Moskau) ist ein russischer Mathematiker.
Tscherednik ist ein Schüler von Yuri Manin, machte 1973 an der Lomonossow-Universität in Moskau sein Diplom in Mathematik und wurde dort 1976 promoviert. 1984 wurde er am Steklow-Institut habilitiert (russischer Doktorgrad). Er ist Professor an der University of North Carolina.
Tscherednik entwickelte einen Zugang zur harmonischen Analysis über affine Heckealgebren (die ursprünglich aus der Theorie p-adischer Modulformen stammen), bewies dort einen Dualitätssatz für Differenz-Fouriertransformationen und wandte seine Theorie auf die Kombinatorik (Beweis der MacDonald-Identitäten 1995) und Darstellungstheorie an. Er befasst sich außerdem mit algebraischer Geometrie und Zahlentheorie, Quantengruppen und Theorie der Solitonengleichungen.
1998 war er Invited Speaker auf dem Internationalen Mathematikerkongress in Berlin (From Double Hecke algebra to Analysis).

## Schriften
- Double affine Hecke Algebras. London Mathematical Society Lecture Note Series, Cambridge University Press 2005
- Herausgeber: Iwahori-Hecke algebras and their representation theory. Springer 2002 (Vorlesungen an der  C.I.M.E. Summer School in Martina Franca, Italien 1999)
- Basic Methods of Soliton Theory. World Scientific 1996